# Sabine Gaudzinski-Windheuser
Sabine Gaudzinski-Windheuser (* 25. Juni 1965 in Bottrop) ist eine deutsche Prähistorische Archäologin.

## Werdegang
Gaudzinski-Windheuser studierte seit 1984 in Kiel, Tübingen und Köln Ur- und Frühgeschichte, Geologie/Paläontologie und physische Anthropologie. 1992 wurde sie an der Universität zu Köln in Ur- und Frühgeschichte zum Dr. rer. nat. promoviert.
Sie begann ihre Laufbahn als wissenschaftliche Mitarbeiterin am Römisch-Germanischen Zentralmuseum in Mainz. In den Jahren zwischen 1996 und 2003 war sie wiederholt am Institute for Evolution, Systematics and Ecology an der Hebrew University in Jerusalem tätig und lehrte an den Universitäten Köln, Basel und Leiden. 2003 wurde sie Professorin an der Universität Mainz. Im selben Jahr übernahm sie die Leitung des auf Schloss Monrepos in Neuwied untergebrachten Archäologischen Forschungszentrums und Museums für menschliche Verhaltensevolution Monrepos (damals noch Forschungsbereich Altsteinzeit) des Leibniz-Zentrums für Archäologie (damals noch Römisch-Germanisches Zentralmuseum). 2004 hielt sie die Rudolf-Virchow-Vorlesung.

## Forschungsschwerpunkte
Gaudzinski-Windheuser widmet sich in ihrer Arbeit der Erforschung und Vermittlung der Entwicklung menschlichen Verhaltens des Neandertalers in der Altsteinzeit. Sie fokussiert dabei besonders auf die Evolution frühmenschlicher Subsistenzstrategien und ihre Auswirkungen auf die soziale Organisation und Landschaftsnutzung. Sie ist vor allem durch ihre archäozoologischen Arbeiten zu den Subsistenzstrategien in der Altsteinzeit Europas und der Levante bekannt geworden. Diese Arbeiten demonstrieren die Bandbreite der unterschiedlichen Jagd-, Ernährungs- und Ausbeutungsstrategien früher Menschen. Sie zeigen erstmals, dass Jagd als menschliches Verhaltensmuster bis vor 1,4 Millionen Jahre zurückverfolgt werden kann.
Ihre Arbeiten leisten einen Beitrag zur Methodik der Archäozoologie und Taphonomie.
Weiterhin arbeitet Sabine Gaudzinski-Windheuser zur Entwicklung des Siedlungsverhaltens und der sozialen Organisation in frühen modernmenschlichen Gesellschaften.
Gaudzinski-Windheuser unternahm Geländearbeiten an der 400.000 Jahre alten Fundstelle Kärlich-Seeufer, an der rund 1,5 Millionen Jahre alten Fundstelle ʻUbeidiya in Israel und an dem mittelpaläolithischen eemzeitlichen Platz Neumark-Nord 2.
2017 veröffentlichte sie mit anderen über angebliche Hominiden-Bearbeitungsspuren und Steinwerkzeuge im Fundfeld Untermaßfeld (Alter rund 1 Million Jahre) und wies zuvor veröffentlichte Berichte dazu als falsch nach. Kratzer an den Knochen wären vielmehr auf Raubtierfraß, Nagetiere, Wurzelätzungen und eventuell Schäden bei unsachgemäßen Raubgrabungen zurückzuführen. Das steht in Zusammenhang mit Kritik an anderen zweifelhafte frühpleistozänen Funden aus Vallparadis in Spanien und La Vallonet in Frankreich, die auf eine frühe Hominiden-Besiedlung deuten sollten.

## Schriften (Auswahl)
- mit Lutz Kindler, Katharine MacDonald und Wil Roebroeks: Hunting and processing of straight-tusked elephants 125.000 years ago: Implications for Neanderthal behavior. In: Science Advances. Band 9, Nr. 5, 2023, doi:10.1126/sciadv.add8186.
- mit Elisabeth S. Noack, Eduard Pop, Constantin Herbst, Arne Jacob und Lutz Kindler: Evidence for close-range hunting by last interglacial Neanderthals. Nature Ecology & Evolution, Nature Publishing Group, 2018. doi:10.1038/s41559-018-0596-1
- mit Wil Roebroeks: Multidisciplinary studies of the Middle Palaeolithic record from Neumark-Nord (Germany). Volume 1. Veröffentlichungen des Landesamtes für Denkmalpflege Sachsen-Anhalt 69, Halle 2014.
- Raumnutzungsmuster des späten Jungpaläolithikums in Oelknitz (Thüringen) (= Monographien des Römisch-Germanischen Zentralmuseums. RGZM. 105). Verlag des Römisch-Germanischen Zentralmuseums, Mainz 2013, ISBN 978-3-88467-201-3.
- mit Rivka Rabinovich, Lutz Kindler und Naama Goren-Inbar: Mammalian taphonomy. The assemblages of layers V-5 and V-6 (= The Acheulian site of Gesher Benot Ya’agov, Israel. Bd. 3). Springer, Dordrecht u. a. 2012, ISBN 978-94-007-2158-6.
- als Herausgeberin mit Lutz Kindler: The evolution of hominin food resource exploitation in Pleistocene Europe. Recent studies in Zooarchaeology (= Quaternary International. Bd. 252, ISSN 1040-6182). Elsevier, Amsterdam u. a. 2012.
- als Herausgeberin mit Olaf Jöris, Martina Sensburg, Martin Street und Elaine Turner: Site-internal spatial organization of hunter-gatherer societies. Case studies from the European Palaeolithic and Mesolithic (= RGZM-Tagungen. 12). Verlag des Römisch-Germanischen Zentralmuseums, Mainz 2011, ISBN 978-3-88467-190-0.
- als Herausgeberin mit Regina Höfer und Olaf Jöris: Ganz alt – die Archäologie des Eiszeitalters, umgesetzt von Otmar Alt. Wie bunt war die Vergangenheit wirklich? Eine ungewöhnliche Gegenüberstellung von jägerischer Archäologie und zeitgenössischer Kunst. Römisch-Germanisches Zentralmuseum, Mainz 2007, ISBN 978-3-88467-107-8.
- als Herausgeberin mit Olaf Jöris: 600.000 Jahre Menschheitsgeschichte in der Mitte Europas. Römisch-Germanischen Zentralmuseums, Mainz 2006, ISBN 3-88467-103-0.
- Subsistenzstrategien frühpleistozäner Hominiden in Eurasien. Taphonomische Faunenbetrachtungen der Fundstellen der 'Ubeidiya formation (Israel) (= Römisch-Germanisches Zentralmuseum. Monographien. 61). Verlag des Römisch-Germanischen Zentralmuseums u. a., Mainz 2005, ISBN 3-88467-079-4.
- als Herausgeberin: The role of early humans in the accumulation of European lower and middle palaeolithic bone assemblages. Ergebnisse eine Kolloquiums (= Römisch-Germanisches Zentralmuseum. Monographien. 42). Verlag des Römisch-Germanischen Zentralmuseums u. a., Mainz u. a. 1999, ISBN 3-88467-044-1.
- Kärlich-Seeufer. Untersuchungen zu einer altpaläolithischen Fundstelle im Neuwieder Becken (Rheinland-Pfalz). In: Jahrbuch des Römisch-Germanischen Zentralmuseums Mainz. Bd. 43, 1998, S. 3–239.
- Wisentjäger in Wallertheim. Zur Taphonomie einer mittelpaläolithischen Freilandfundstelle in Rheinhessen. In: Jahrbuch des Römisch-Germanischen Zentralmuseums Mainz. Bd. 39, 1992, S. 245–423, (Zugleich: Köln, Universität, Dissertation, 1992).